# Goniopteroloba biconcava
Goniopteroloba biconcava là một loài bướm đêm trong họ Geometridae.